# Le hace falta un beso
«Le hace falta un beso» es una canción compuesta por el compositor Director y Productor Jose Argueta Hernandez ( Chacho ) y Arturo Leyva e interpretada originalmente por el cantante y compositor mexicano El Chapo de Sinaloa. La canción fue lanzada en 2014 y cuenta con más de 350 versiones hechas por varios artistas latinoamericanos y en diferentes géneros musicales. La canción fue grabada en Portugués por el grupo Corpo E Alma en el 2022 y actualmente cuenta con más de 2 millones de reproducciones, el nombre en portugués es Ta Faltando Beijos.

## Letra
La canción habla de la soledad que siente una mujer al ser descuidada por su esposo quien pasa la mayor parte de su tiempo en el trabajo, para que a ella no le falte nada, para cumplir con todas sus obligaciones,dejando a un lado los detalles que tenía cuando eran novios.

## Versiones
La canción cuenta con más de 340 versiones realizadas por artistas reconocidos a nivel de Latinoamérica o locamente, así como también vídeos de aficionados, las cuales se pueden ver en YouTube. Dentro de las versiones más conocidas tenemos las siguientes.
- El Chapo de Sinaloa: Le hace falta un beso
- El Chapo de Sinaloa: Le hace falta un beso (Versión Banda)
- La Furia del Bravo: Le hace falta un beso (Versión Norteña Sax)
- Alejandro González: Le hace falta un beso con SIAM (Versión Balada-Pop)[4]
- Alejandro González: Le hace falta un beso con Pipe Bueno (Versión Popular Colombiano)
- Alejandro González: Le hace falta un beso con Mike Bahía (Versión Urbana)
- Los Bacanes del Sur: Le hace falta un beso
- Danny Daniel: Le hace falta un beso (Versión Salsa)
- Grupo Estelar "le hace falta un beso" (Versión raspacanilla)
- La nueva KGB: Le hace falta un beso (Versión Salsa)
- PAKOLE: Le hace falta un beso (Versión Salsa)
- David Ángel: Le hace falta un beso (Versión Salsa)
- Orquesta Sandungueros: Le hace falta un beso (Versión Salsa)
- Giovanny Ayala: Le hace falta un beso (Versión Popular Colombiano)
- Grupo Dominio: Le hace falta un beso (Versión Norteña)
- Bivad El Artista: Le hace falta un beso (Versión Urbana)
- Ariel Leal: Le hace falta un beso (Versión Joropo)
- J Many: Le hace falta un beso (Versión Champeta)
- Agapornis: Le hace falta un beso (Versión Cumbia Argentina)
- Amaya Hnos: Le hace falta un beso (Versión Cumbia)
- Sonido Cristal:  Le hace falta un beso (Versión Cumbia)
- Sabroso: Le hace falta un beso (Versión Cuarteto)
- Grupo Estelar: Le hace falta un beso (Versión Cumbia)
- Luis Lambis: Le hace falta un beso (Versión Cumbia Colombiana)
- Huapangueros Fanáticos: Le hace falta un beso (Estilo Husateco)
- My Life: Le hace falta un beso (Versión Cumbia)
- El Misil: Le hace falta un beso (Versión Cumbia)
- El Gordo Luis: Le hace falta un beso (Versión Cumbia Norteña)
- El Show De Andy: Le hace falta un beso (Versión Cumbia)
- Luifer Cuello & Daniel Maestre: Le hace falta un beso (Versión Vallenato)[5]
- Los Nuevos Ilegales: Le hace falta un beso (Versión Norteña)
- Yoryi: Le hace falta un beso (Versión Bachata)
- Alex G: Le hace falta un beso (Versión Bachata)
- Grupo Retoke: Le hace falta un beso (Versión Norteña Sax)
- Mariachi Rey de América: Le hace falta un beso (Versión Mariachi)
- 2 Minutos:  Le hace falta un Beso (Versión Punk-Rock)
- Velvetine:  Me hace falta un Beso (Versión Cumbia)